# Marea Ciumă din Londra

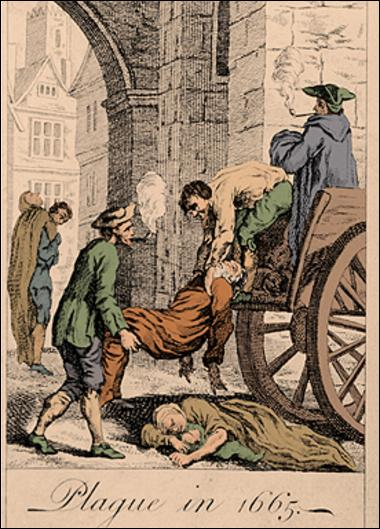
Strângerea morților pentru înmormântare în timpul Marii Ciume

Marea Ciumă din Londra a fost o pandemie de ciumă bubonică care a apărut în Anglia în perioada 1665-1666. A avut loc în timpul cele de-a doua pandemii de ciumă (1346-1840) care a început cu Moartea Neagră (1346–1353).
Marea Ciumă a ucis aproximativ 100.000 de oameni - aproape un sfert din populația Londrei de atunci - în 18 luni. Ciuma a fost cauzată de bacteria Yersinia pestis, care se transmite de obicei prin mușcătura unui purice de șobolan infectat.
Epidemia din 1665–1666 a fost pe o scară mult mai mică decât cea anterioară a pandemiei de Moarte Neagră și a devenit cunoscută ulterior drept „Marea” ciumă, în principal pentru că a fost ultimul focar larg răspândit de ciumă bubonică din Anglia în timpul celor 400 de ani ai celei de a doua pandemii